# Гільєрмо Ла Роса
Гільєрмо Ла Роса (ісп. Guillermo La Rosa, нар. 6 червня 1952, Ліма) — перуанський футболіст, що грав на позиції нападника.
Виступав, зокрема, за клуб «Атлетіко Насьйональ», а також національну збірну Перу.

## Клубна кар'єра
Вихованець клубу «Порвенір Мірафлорес», де і розпочав свої виступи. На початку 1983 року перейшов до клубу «Дефенсор Ліма», в якому провів три сезони і у першому з них виграв чемпіонат Перу.
В подальшому грав за «Спорт Бойз», а протягом 1976—1978 років захищав кольори клубу «Альянса Ліма», виступаючи за який у 1978 році став найкращим бомбардиром Кубка Лібертадорес з 8 голами, а також знову став чемпіоном Перу.
З 1980 року став виступати у Колумбії за команди «Атлетіко Насьйональ», «Америка де Калі» та «Депортіво Перейра», а завершив ігрову кар'єру там же у команді «Кукута Депортіво», за яку виступав до 1988 року. За цей час виграв чемпіонат Колумбії у 1981 та 1984 роках.

## Виступи за збірну
22 червня 1975 року дебютував в офіційних матчах у складі національної збірної Перу в товариському матчі проти Еквадору (0:6).
Згодом у складі збірної був учасником двох чемпіонатів світу — 1978 року в Аргентині та 1982 року в Іспанії. На обох турнірах був основним гравцем і зіграв у п'яти і трьох іграх відповідно, а у грі проти Польщі (1:5) на чемпіонаті 1982 року забив гол. Між цими турнірами також був учасником розіграшу Кубка Америки 1979 року, на якому дійшов з командою до півфіналу турніру, здобувши бронзові нагороди.
Загалом протягом кар'єри у національній команді, яка тривала 11 років, провів у її формі 39 матчів, забивши 6 голів.

## Титули і досягнення

### Командні
- Чемпіон Перу (2):

«Дефенсор Ліма»: 1973
«Альянса Ліма»: 1978
- Чемпіон Колумбії (2):

«Атлетіко Насьйональ»: 1981
«Америка де Калі»: 1984

### Особисті
- Найкращий бомбардир Кубка Лібертадорес: 1978 (8 голів, разом із Нестором Скоттою)